# NGC 5093
NGC 5093 est une vaste galaxie spirale située dans la constellation des Chiens de chasse. Sa vitesse par rapport au fond diffus cosmologique est de 7 333 ± 15 km/s, ce qui correspond à une distance de Hubble de 108,2 ± 7,6 Mpc (∼353 millions d'al). NGC 5093 a été découverte par l'astronome germano-britannique William Herschel en 1787.
La classe de luminosité de NGC 5093 est I.